# Tercer Govern de Pedro Sánchez
El tercer Govern de Pedro Sánchez el va presentar Pedro Sánchez el 20 de novembre de 2023, format per 12 dones i 10 homes, deixant fora de l'Executiu a Podem, que va passar al grup mixt després de desavinences entre aquests i Moviment Sumar.

## Antecedents
En les eleccions generals espanyoles de juliol de 2023, el Partit Popular (PP) va ser el partit més votat però el candidat Nuñez Feijóo no va aconseguir ser investit al Congrés dels Diputats amb 172 vots a favor del PP, Vox, Coalició Canària (CC) i Unió del Poble Navarrès (UPN), i 177 en contra.
Pedro Sánchez fou reelegit president del govern espanyol el 16 de novembre del 2023 per majoria absoluta del Congrés dels Diputats després d'acceptar una llei d'amnistia per als represaliats durant el Procés independentista català amb 179 vots a favor (Partit Socialista Obrer Espanyol (PSOE), la coalició Sumar, Esquerra Republicana de Catalunya (ERC), Junts, Euskal Herria Bildu, Partit Nacionalista Basc (PNB), Bloc Nacionalista Gallec i CC) i 171 en contra (PP, Vox i UPN). Aquesta investidura va comportar l'inici d'un nou govern de coalició entre el PSOE i la coalició Sumar.

## Composició
| ← Tercer Govern de Pedro Sánchez → (des del 21 de novembre de 2023)                                                  |                                                             |                                                                              |                                  |
| Partit polític |                                                             | Partit Socialista Obrer Espanyol                                             | Partit Socialista Obrer Espanyol |
| Partit polític | Partit dels Socialistes de Catalunya                        |                                                                              |                                  |
| Partit polític | Catalunya en Comú                                           |                                                                              |                                  |
| Partit polític | Más Madrid                                                  |                                                                              |                                  |
| Partit polític | Esquerra Unida/Partit Comunista d'Espanya                   |                                                                              |                                  |
| Partit polític | Moviment Sumar                                              |                                                                              |                                  |
| Partit polític | Independent                                                 |                                                                              |                                  |
| Càrrec | Titular                                                     | Titular                                                                      | Titular                          |
| President del Govern                                                                                                 |                                                             | Pedro Sánchez Pérez-Castejón Des del 17 de novembre de 2023                  |                                  |
| Vicepresidències |                                                             |                                                                              |                                  |
| Vicepresidenta primera                                                                                               |                                                             | Nadia María Calviño Santamaría 21 de novembre de 2023-29 de desembre de 2023 |                                  |
| Vicepresidenta primera                                                                                               | María Jesús Montero Cuadrado Des del 29 de desembre de 2023 |                                                                              |                                  |
| Vicepresidenta segunda                                                                                               |                                                             | Yolanda Díaz Pérez Des del 21 de novembre de 2023                            |                                  |
| Vicepresidenta tercera                                                                                               |                                                             | Teresa Ribera Rodríguez 21 de novembre de 2023-25 de novembre de 2024        |                                  |
| Vicepresidenta tercera                                                                                               | Sara Aagesen Muñoz Des del 25 de novembre de 2024           |                                                                              |                                  |
| Vicepresidenta cuarta                                                                                                |                                                             | María Jesús Montero Cuadrado 21 de novembre de 2023-29 de desembre de 2023   |                                  |
| Vicepresidenta cuarta                                                                                                | El 29 de desembre de 2023 es suprimeix                      |                                                                              |                                  |
| Ministeris |                                                             |                                                                              |                                  |
| Afers Exteriors, Unió Europea i Cooperació                                                                           |                                                             | José Manuel Albares Bueno Des del 21 de novembre de 2023                     |                                  |
| Presidència, Justícia i Relaciones amb les Cortes Notari Major del Regne Ministre-Secretari del Consell de Ministres |                                                             | Félix Bolaños García Des del 21 de novembre de 2023                          |                                  |
| Defensa |                                                             | María Margarita Robles Fernández Des del 21 de novembre de 2023              |                                  |
| Hisenda i Funció Pública (2023) Hisenda (desde 2023) (2020-2021)                                                     |                                                             | María Jesús Montero Cuadrado Des del 21 de novembre de 2023                  |                                  |
| Interior |                                                             | Fernando Grande-Marlaska Gómez Des del 21 de novembre de 2023                |                                  |
| Transports i Mobilitat Sostenible                                                                                    |                                                             | Óscar Puente Santiago Des del 21 de novembre de 2023                         |                                  |
| Educació, Formació Professional i Esports Portaveu                                                                   |                                                             | María del Pilar Alegría Continente Des del 21 de novembre de 2023            |                                  |
| Treball i Economia Social                                                                                            |                                                             | Yolanda Díaz Pérez Des del 21 de novembre de 2023                            |                                  |
| Industria y Turismo                                                                                                  |                                                             | Jordi Hereu i Boher Des del 21 de novembre de 2023                           |                                  |
| Agricultura, Pesca i Alimentació                                                                                     |                                                             | Luis Planas Puchades Des del 21 de novembre de 2023                          |                                  |
| Sanitat |                                                             | Mónica García Gómez Des del 21 de novembre de 2023                           |                                  |
| Habitatge i Agenda Urbana                                                                                            |                                                             | Isabel Rodríguez García Des del 21 de novembre de 2023                       |                                  |
| Economia, Comerç i Empresa                                                                                           |                                                             | Nadia María Calviño Santamaría 21 de novembre de 2023-29 de desembre de 2023 |                                  |
| Economia, Comerç i Empresa                                                                                           | Carlos Cuerpo Caballero Des del 29 de desembre de 2023      |                                                                              |                                  |
| Cultura |                                                             | Ernest Urtasun i Domènech Des del 21 de novembre de 2023                     |                                  |
| Ministeri de Política Territorial i Memòria Democràtica                                                              |                                                             | Ángel Víctor Torres Pérez Des del 21 de novembre de 2023                     |                                  |
| Ciencia, Innovació i Universitats                                                                                    |                                                             | Diana Morant Ripoll Des del 21 de novembre de 2023                           |                                  |
| Drets Socials, Consum i Agenda 2030                                                                                  |                                                             | Pablo Bustinduy Amador Des del 21 de novembre de 2023                        |                                  |
| Transició Ecològica i Repte Demogràfic                                                                               |                                                             | Teresa Ribera Rodríguez 21 de novembre de 2023-25 de novembre de 2024        |                                  |
| Transició Ecològica i Repte Demogràfic                                                                               | Sara Aagesen Muñoz Des del 25 de novembre de 2024           |                                                                              |                                  |
| Igualdad |                                                             | Ana Redondo García Des del 21 de novembre de 2023                            |                                  |
| Inclusió, Seguretat Social i Migracions                                                                              |                                                             | Elma Saiz Delgado Des del 21 de novembre de 2023                             |                                  |
| Transformació Digital (2023) Transformació Digital i Funció Pública (2023-)                                          |                                                             | José Luis Escrivá Belmonte 21 de novembre de 2023 - 6 de setembre de 2024    |                                  |
| Transformació Digital (2023) Transformació Digital i Funció Pública (2023-)                                          | Óscar López Águeda Des del 6 de setembre de 2024            |                                                                              |                                  |
| Joventut i Infància                                                                                                  |                                                             | Sira Abed Rego Des del 21 de novembre de 2023                                |                                  |

## Canvis en el govern
El 29 de desembre del 2023 Nadia Calviño és elegida com a nova presidenta del Banc Europeu d'Inversions (BEI) i fou substituida per María Jesús Montero a la vicepresidència i Carlos Cuerpo Caballero al Ministeri d'Economia, Comerç i Empresa.
El 6 de setembre de 2024 Óscar López Águeda fou nomenat ministre de Transformació Digital i Funció Pública i José Luis Escrivá Belmonte fou nomenat governador del Banc d'Espanya.
El 25 de novembre de 2024 Sara Aagesen Muñoz va substituir Teresa Ribera com a vice-presidenta tercera i ministra per a la Transició Ecològica i el Desafiament Demogràfic quan Ribera es va convertir en Vicepresidenta de la Comissió Europea i comissària de la Competència,
Durant la legislatura, els ministres Montero, Albares, Marlaska, Bolaños i Puente foren reprovats pel senat.

## Activitat legislativa
El 16 de novembre de 2023, Pedro Sánchez fou reelegit president del govern espanyol per majoria absoluta del Congrés dels Diputats després d'acceptar una llei d'amnistia per als represaliats durant el Procés sobiranista català amb 179 vots a favor (PSOE, la coalició Sumar, ERC, Junts, EH Bildu, PNB, BNG i CC) i 171 en contra (PP, VOX i UPN). Aquesta investidura va comportar l'inici d'un nou govern de coalició entre el PSOE i la coalició Sumar. El 20 de novembre va presentar el seu nou consell de ministres, amb 12 dones i 10 homes, deixant fora de l'Executiu a Podem, que va passar al grup mixt després de desavinences entre aquests i Moviment Sumar.
El govern va decidir en desembre de 2023 formar part de l'Operació Guardià de la Prosperitat per a garantir per la via militar la seguretat i la llibertat de navegació a la mar Roja, amenaçada pels houthis que hi van imposar un bloqueig naval. La coalició estava integrada inicialment pels Estats Units, Regne Unit, França, Espanya, Itàlia, Països Baixos, Canadà, Noruega, Bahrain i Seychelles.
El 24 d'abril de 2024 el president va decidir cancel·lar la seva agenda per estudiar la renúncia al càrrec per la guerra judicial contra la seva dona Begoña Gómez per una denúncia de Manos Limpias i va decidir continuar, tot i que amb dificultats per tirar endavant el pressupost de 2025 i les seves polítiques, amb la negativa dels socis a recolzar les seves iniciatives per castigar el proxenetisme o la reforma de llei del sòl, i desenes de votacions perdudes com el projecte de llei per reformar la Llei d'Arrendaments Urbans per fer front a la crisi de l'habitatge, el decret òmnibus (que disposava mesures com l'augment de les pensions, les ajudes al transport públic i la prohibició dels desnonaments a col·lectius vulnerables), la pròrroga de l'impost a les energètiques (promesa a ERC, Bildu i el BNG), la no convalidació de les mesures per reforçar el sistema elèctric afectat per l'apagada elèctrica massiva de 2025 o les crítiques de l'oposició per presumpte finançament il·legal, suborn i tràfic d'influències, arran del cas Koldo.
El juliol de 2024 la ertzaintza va assumir el control de l'ordre públic i la integritat de les persones i el patrimoni als aeroports i ports bascos, que exercien la Guàrdia Civil i el Cos Nacional de Policia, una competència que el govern de Pere Aragonès va acordar també per als Mossos d'Esquadra, però no es va materialitzar per la convocatòria d'eleccions, i el següent govern, del socialista Salvador Illa va rebutjar.
El govern va anunciar el 5 de novembre una resposta immediata i urgent seguida d'un pla de reconstrucció, per després rellançar i transformar els territoris afectats on va declarar la Zona afectada greument per una emergència, va demanar a la Comissió Europea l'ajuda del Fons de Solidaritat Europeu i al Consell Europeu i al Parlament Europeu la reprogramació dels fons de cohesió per poder-los dedicar en part a pal·liar els danys ocasionats per desastres naturals.
En febrer de 2025 el govern va condonar 83.252 milions d'euros del deute amb el Fons de Liquiditat Autonòmic (FLA) entre totes comunitats autònomes.
Les negociacions dels partits de l'oposició amb el govern de l'Estat a canvi d'estabilitat van comportar l'increment de competències de la Generaliat de Catalunya, amb ERC la creació d'nova empresa mixta entre l'Estat i la Generalitat per gestionar tot el servei de Rodalies de Catalunya a partir de l'1 de gener del 2026, i amb Junts per Catalunya la cessió de les competències en immigració que suposen la gestió dels centres d'internament d'estrangers (CIE) i la tramitació dels permisos de residència, i que els Mossos s'ocupin de ports i aeroports en cooperació amb la Guàrdia Civil i la policia espanyola.
El Consell de Ministres va aprovar el 6 de maig de 2025 un projecte de llei per remetre a les Corts per instaurar la reducció de la jornada laboral de 40 hores a 37,5 hores setmanals.
A principis de març de 2025, la Comissió Europea va anunciar l'augment de la despesa militar en 800.000 milions d'euros a partir fonamentalment de l'increment d'un 1,5% del PIB de cada estat membre, i el president Sánchez va respondre manifestant el seu compromís d'assolir el 2% del PIB en despesa en defensa abans de l'any 2025, amb una despesa adicional de 10.471 milions d'euros. En la cimera de l'Organització del Tractat de l'Atlàntic Nord (OTAN) celebrada el 24 i 25 de juny de 2025 es va aprovar incrementar progressivament la despesa en defensa per arribar al 5% del PIB de cada país el 2035, presentant plans anuals i arribant al 3,5% en 2029, però Sánchez va afirmar que Espanya no invertiria més del 2,1%, enfrontant-se als seus socis.

## Crítiques de la Comissió Europea
La Comissió Europea en l'informe sobre la salut democràtica dels Estats membres de juliol de 2025, tot i no detectar riscos sistèmics per a l'estat de dret, va informar que continuaven pendents mesures en l'àmbit judicial, la lluita contra la corrupció, la transparència, els mitjans de comunicació i la reforma del sistema d'elecció dels vocals del torn judicial del Consell General del Poder Judicial.
La Comissió Europea es va fer ressò de l'entramat de corrupció del cas Koldo que van suposar adjudicacions a dit d'obres públiques que centralitzaven Santos Cerdán, José Luis Ábalos i Koldo García, provocant la dimissió de Santos Cerdán com a secretari d'Organització del Partit Socialista Obrer Espanyol (PSOE). La comissió va alertar de l'alt risc de corrupció en la contractació pública i els conflictes d'interessos dels alts càrrecs, que va detectar com d'alt risc en no haver-se reformat la legislació electoral d'acord a les recomanacions del Tribunal de Comptes i les disposicions de la llei de protecció al denunciant de 2023.